# Чесноковка (приток Боровки)
Чесноковка — река в России, протекает в Сорочинском районе Оренбургской области. Устье реки находится в 12 км по левому берегу реки Боровка. Длина реки составляет 14 км, площадь водосборного бассейна — 75,4 км². Протекает через село Сарабкино и деревню Чесноковка.

## Данные водного реестра
По данным государственного водного реестра России относится к Нижневолжскому бассейновому округу, водохозяйственный участок реки — Самара от Сорочинского гидроузла до водомерного поста у села Елшанка. Речной бассейн реки — Волга от верховий Куйбышевского вдхр. до впадения в Каспий.
Код объекта в государственном водном реестре — 11010001012112100006600.